# Euthalia kwangtungensis
Euthalia kwangtungensis är en fjärilsart som beskrevs av Clayton Dissinger Mell 1935. Euthalia kwangtungensis ingår i släktet Euthalia och familjen praktfjärilar. Inga underarter finns listade i Catalogue of Life.